# الفرع اللوزي للشريان الوجهي
الفرع اللوزي للشريان الوجهي (بالإنجليزية: Tonsillar branch of the facial artery)‏‏ هو شريان يتفرعُ من شريان وجهي.